# Песница (река)
Песница (словен. Pesnica  ) је река на североистоку Словеније, лева притока реке Драве. Дуга је 69 km од тога 4 km у Аустрији.

## Географске карактеристике
Песница извире код локалитета Песниц код Лајбница у Аустрији, на надморској висини од 300 метара.. Од извора тече према југоистоку и после свега 4 km тока у Аустрији, улази у Словенију и тече преко Словенских Горица до ушћа у Драву код Орможа.
Слив Песнице велик је око 539 km² а највећим делом протеже се по Словенским Горицама, а мањим по Птујском пољу.